# Convento de São Cristóvão de Lafões
O Convento de São Cristóvão de Lafões ou Real Mosteiro de São Cristóvão de Lafões (o seu nome oficial no seio da Congregação de Alcobaça à qual pertencia) fica situado num morro sobre a ribeira da Landeira, perto da Gralheira, no município de São Pedro do Sul, distrito de Viseu, Portugal.
Foi classificado como Monumento de Interesse Público (MIP) em 14 de junho de  2010.

## História
A fundação deste mosteiro, presumivelmente em 1123, deve-se a frades da regra de Santo Agostinho, que aderiram logo em seguida à Ordem de Cister. A fundação do mosteiro é anterior à fundação de Portugal, embora tenha sido totalmente reconstruído no século XVIII.
Foi o abade João Cirita que, juntando os eremitas que pelas encostas do Vouga viviam isolados, e com o apoio de D. Teresa, mãe de D. Afonso Henriques, obteve licença para a sua construção.
Alguns historiadores são da opinião de que o verdadeiro fundador do mosteiro foi João Peculiar e não João Cirita, mas que, em virtude de João Peculiar ter sido chamado a desempenhar outras funções importantes, ficou o mosteiro, logo no início, sob as ordens de João Cirita, e daí o seu nome estar associado à sua fundação.
Em 1163 o convento adere à ordem dos monjes cistercienses, como aconteceu a quase todos os mosteiros beneditinos.
A sua igreja, depois de ter sofrido dois incêndios, foi  reconstruída pela terceira vez em 1704, apresentando um plano octogonal. A igreja foi sagrada em 1761.
Os arquivos deste mosteiro perderam-se no incêndio do seminário de Viseu.
O convento foi extinto por um decreto publicado pelo regime liberal, em 30 de Maio de 1834, juntamente com todas as ordens religiosas existentes em Portugal.
Actualmente este convento foi transformado em turismo de habitação, tendo para o efeito sido completamente recuperado, mas perdendo um pouco do seu aspecto secular.